# Kid Chocolate
Kid Chocolate, pseudonimo di Eligio Sardiñas Montalvo (L'Avana, 6 gennaio 1910 – 8 agosto 1988), è stato un pugile cubano.
La International Boxing Hall of Fame lo ha riconosciuto fra i più grandi pugili di ogni tempo.

## Gli inizi
Professionista dal 1927.

## La carriera
Campione del mondo dei pesi superpiuma dal 1931 al 1933.
Antagonista di Benny Bass, a cui tolse il titolo, di Tony Canzoneri, Battling Battalino e Fidel LaBarba.